# کوه قاف

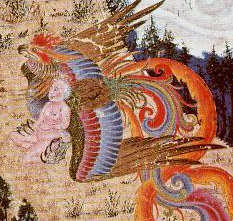
سیمرغ و زال در کوه قاف

قاف نام کوهی است افسانه‌ای و بلند که گویند گرداگرد زمین را پوشانده و خورشید از پشت آن طلوع می‌کند. در افسانه‌ها آمده‌است که خورشید شب‌ها را در چاهی پشت کوه قاف می‌گذراند. کوه قاف مکان چشمه آب حیات نیز ذکر شده و در ادبیات کنایه از دورترین نقطه جهان است.
پیشینیان کوه قاف را میخ زمین می‌دانستند. جنس آن را از زمرد سبز نوشته‌اند و به باور آن‌ها کبودی آسمان همان روشنایی زمردین است که از این کوه بازمی‌تابد وگرنه آسمان در اصل از عاج سپیدتر است. در کوه قاف هیچ آدمی زندگی نمی‌کند. در کوهپایه آن دو شهر قرار دارد، یکی در شرق آن به نام جابلقا و دیگری در غرب آن به نام جابلسا. فاصله کوه قاف تا آسمان به اندازه قد یک انسان است.
پژوهشگران نام و جایگاه کوه‌های قفقاز را الهام‌بخش پدید آمدن این افسانه دانسته‌اند (نام قفقاز در پهلوی "kapkuh"آمده و می‌تواند با "قاف"نیز ارتباط داشته باشد).
در کتاب‌های جغرافیای اسلامی، کوه قاف را همان کوه البرز می‌دانند. البرز کوه در آثار زرتشتی در حقیقت، کوهی است مذهبی و معنوی: ایزد مینوی مهر، پیش از طلوع خورشیدِ جاویدان، از بالای این کوه برآید و سراسر سرزمین آریاییان را روشن نماید و کوهی است بس بلند و درخشان که بر فراز آن نه شب است و نه تاریکی، نه باد سردِ زننده و نه بادِ گرم مهلک و نه بیماری و آلودگی و منزلگاه ایزد مهر است.
صوفیان قاف را سرزمین دل و سرمنزل سیمرغ جان و حق دانسته‌اند. در نظر سهروردی کوه قاف که همان جایگاه پیر و آشیان اصلی باز است. کوه قاف رمز عالم بالاست.
- کوهی است که هوشنگ پیشدادی بر فراز آن صدهزار اسب و ده هزار گوسفند برای ایزد آبان قربانی کرد؛ و کوهی است که گرداگرد قلهٔ آن، ماه و خورشید و ستارگان دور می‌زنند. در آثار مذهبی نیز، کوهی است مذهبی و موضوع اساطیر کهن و گوناگون.[۳]
- بنابر «بندهشن»، روییدن آن هشتصد سال طول کشید و کوه‌های دیگر جهان، همه در مدت ۱۸ سال از این کوه روییدند.
- در فرهنگ‌ها آمده‌است: «قاف» نام کوهی است که گرداگرد عالم است و گفته‌اند که از زمرد است و پانصد فرسنگ بالا دارد و بیشتر آن در میان آب است و هر صباح چون آفتاب بر آن افتد، شعاع آن سبز نماید و چون منعکس گردد، کبود شود. (آنندراج)
- کوهی است از زبرجد که بر گرد زمین است و پانصد فرسنگ بالای اوست. گرد بر گرد آب دارد و چون آفتاب برتابد، شعاع سبز آن بر آب آید و منعکس شود و آسمان از آن لاجوردی نماید و اگر نه آسمان به‌غایت سپید است. (کشف)
- در کتب جغرافیای قدیم آمده‌است: کوه قاف، گرداگرد زمین کشیده شده‌است و مفسرین آن را کوهی می‌دانند محیط بر زمین و گویند از زبرجد سبز است و سبزی آسمان از رنگ اوست و اصل و اساس همهٔ کوه‌های زمین است و بعضی گفته‌اند فاصلهٔ این کوه تا آسمان به مقدار قامت آدمی است و…
- «قاف» در اساطیر به البرز اشاره دارد

## کوه قاف در ادبیات
در ادبیات فارسی قاف را نشیمن سیمرغ و ققنوس ذکر کرده‌اند و بسیاری از شعرای بزرگ ایرانی در اشعار خود از آن استفاده کرده‌اند. در منطق‌الطیر عطار آمده‌است:
| هست ما را پادشاهی بیخلاف      |  | در پس کوهی که هست آن کوه قاف |
| تا بُوَد کاری از این میدان لاف  |  | گوی ما افتد مگر تا کوه قاف   |
| گفت نتوان شد به دعوی و به لاف |  | همنشین سیمرغ را بر دریا قاف  |

## مکان جغرافیایی کوه قاف در جغرافیای قدیم
در کتب و مطالب جغرافیای قدیم (مانند دانش جغرافیایی موجود در آثار ابن خلدون، مستوفی، ابن حوقل و دیگران) و همچنین نقشه های کهن یونانی، رومی، بطلمیوسی و قرون وسطی، مکانهای زیر با عنوان کوهستان قاف (و یا موارد مشابه مانند قوقیا، قفقاز و ...) نامیده شده اند:
1- کوهستان های ناحیه باستانی قُبقِ اِرمینیه، ارمنستان، آذربایجان و گرجستان (همان قفقازِ فعلی و متاخر)
2- کوهستان های منتهای شمال شرق آسیا (یا ماورای شمال شرق آسیا) که به نظر می رسد قفقاز متقدم بوده است. بر این اساس برخی از پژوهشگران مصداق کوه دوردست، شمالی، اساطیری، بزرگ و ماورایی قاف (و البرزِ متقدم) در ادبیات فارسی و ادبیات خراسانی را در مصادیق کوهستان های خاور دور روسیه و حتی جنب برینگ در آلاسکا (خصوصا قله کوه بزرگ و خاص دنالی در آلاسکا) جست و جو نموده اند.
3- بخشی از کوهستان های حد فاصل آسیای میانه و فلات مرتفع هیمالیا واقع در نواحی شمال هند و یا شمال غرب چین.

## ارتباط مفهومی با دماوند و البرزکوه
دماوند و البرزکوه در اساطیر ایرانی، همان نقش قاف را دارند: ستون آسمان، منتهای زمین، کنام مرغانِ اساطیری، عبادتگاه و پایگاه نیکان، پرورشگاه فریدونها و محل زندانی شدن ضحّاکِ ماجوج صفت.
قاف چنان عظیم و بلند دانسته شده که حتی برخی از محققین، آن را (همانند البرزکوه و دماوند) استعاره ای از عظمت و بلندی دانسته اند.

## قاف و قرآن کریم
برخی از مفسرین، آیه ابتدای سوره ق در قرآن کریم را در یکی از تفسیرها یا معانی آن، مرتبط با مفهوم "کوه قاف" دانسته اند.